# Liberal Party of Canada
De Liberale Partij van Canada (Engels: Liberal Party of Canada, Frans: Parti libéral du Canada) is een progressief-liberale partij in Canada.

## Beleid
Het wordt vaak "Canada's regeringspartij" genoemd omdat het sinds de 20ste eeuw al veel macht had. Het is een van de slechts twee partijen die sinds de vorming van Canada in de regering hebben gezeten, de andere partij is de (Progressive) Conservative Party en haar opvolger, de Conservatieve Partij. Vanaf het begin is het de partij van vrijhandel, Quebec en oppositie tegen excessief imperialisme. De partij is echter vanaf het begin ook beschuldigd van het ontbreken van visie en het uitdragen van beleid dat tot de meeste stemmen leidt.
Desalniettemin noemt het zich de partij van de sociale doelen. De welvaartsstaat is gecreëerd door de langstzittende premier, William Lyon Mackenzie King, die Canada aan de zijde van het Verenigd Koninkrijk en de Verenigde Staten tot een der overwinnaars in de Tweede Wereldoorlog maakte.
Na een Conservatief intermezzo onder John Diefenbaker werd het liberale bewind voortgezet door Lester B. Pearsons introductie van algemene gezondheidszorg en door Pierre Trudeaus streven naar een "rechtvaardige samenleving". In zijn jaren was Canada een toevluchtsoord voor Amerikaanse dienstweigeraars en deserteurs van de Vietnamoorlog.
In zijn lange regeringstijd wist Jean Chrétien te voorkomen dat Quebec zich afscheidde van de Canadese federatie. Hij trok hiervoor 188 miljoen dollar uit, welk bedrag naar later zou blijken vooral terechtkwam bij aan de Liberale Partij gelieerde bedrijven. Zijn minister van financiën Paul Martin, in 2003 zijn opvolger als premier, kwam hierdoor in 2005 in grote moeilijkheden.
Na vervroegde verkiezingen in januari 2006 werd de liberale macht afgelost door de Conservatieve Stephen Harper. Stéphane Dion, de nieuwe leider van de Liberalen, leidde zijn partij naar haar laagste electorale score sinds de oprichting van Canada bij de verkiezingen van 2008. In 2011 werd onder partijleider Michael Ignatieff een lagere score gehaald. Met 18,9% van de stemmen en 34 zetels werden de Liberalen de derde partij van het land. Bij de verkiezingen van 2015 leidde Justin Trudeau de partij weer naar de eerste plaats en kon ze met een absolute meerderheid van zetels een regering vormen.
In maart 2022 sloot de partij een overeenkomst met de New Democratic Party. In ruil voor bepaalde toezeggingen steunt de NDP de Liberalen zodat deze konden doorgaan met regeren tot in 2025. In september 2024 maakte de NDP het einde van de overeenkomst bekend, "alles wat bereikt kon worden was bereikt" en trok daarna de steun aan de Liberale Partij in. In het jaar stond de Liberale Partij al onder druk, de steun van de bevolking voor het beleid was tanende en in diverse lokale en regionale verkiezingen verloor de Liberale Partij. De kritiek, ook van binnen zijn partij, nam toe en ook op het leiderschap van Trudeau. Op 6 januari 2025 kondigde Trudeau zijn vertrek aan als premier en partijleider. In maart 2025 werd Mark Carney de nieuwe partijleider.
De Liberale Partij van Canada is lid van de Liberale Internationale.

## Verkiezingen voor hetCanadees Lagerhuis, 1867–2021
| Jaar | Aantal kandidaten | Aantal zetels | Aantal stemmen | % stemmen (landelijk) |
| ---- | ----------------- | ------------- | -------------- | --------------------- |
| 1867 | 65                | 62            | 60.818         | 22,67%                |
| 1872 | 111               | 95            | 110.556        | 34,72%                |
| 1874 |                   | 129           | 128.059        | 39,49%                |
| 1878 |                   |               | 180.074        | 33,05%                |
| 1882 |                   |               |                | 31,10%                |
| 1887 | `                 |               | 312.736        | 43,13%                |
| 1891 | `                 | 90            |                | 45,22%                |
| 1896 |                   |               | 401.425        | 41,37%                |
| 1900 |                   |               | 477.758        | 50,25%                |
| 1904 |                   |               | 521.041        | 50,88%                |
| 1908 |                   |               |                | 48,87%                |
| 1911 | 214               |               | 596.871        | 45,82%                |
| 1917 | 213               |               |                | 38,80%                |
| 1921 | 204               |               | 1.285.998      |                       |
| 1925 | 216               | 100           | 1.252.684      |                       |
| 1926 | 189               | 114           | 1.294.072      | 42,74%                |
| 1930 | 226               | 90            | 1.716.798      | 44,03%                |
| 1935 | 245               | 173           | 1.967.839      | 44,68%                |
| 1940 | 242               | 179           | 2.365.979      | 51,32%                |
| 1945 | 236               | 117           | 2.086.545      | 39,78%                |
| 1949 | 259               | 190           | 2.878.097      | 49,15%                |
| 1953 | 263               | 169           | 2.743.013      | 48,62%                |
| 1957 | 265               | 105           | 2.703.687      | 40,91%                |
| 1958 | 265               | 49            | 2.444.909      | 33,50%                |
| 1962 | 264               | 100           | 2.862.001      | 37,17%                |
| 1963 | 265               | 128           | 3.276.995      | 41,52%                |
| 1965 | 265               | 131           | 3.099.521      | 40,18%                |
| 1968 | 263               | 155           | 3.686.801      | 47,53%                |
| 1972 | 263               | 109           | 3.717.804      | 38,42%                |
| 1974 | 264               | 141           | 4.102.853      | 43,15%                |
| 1979 | 282               | 114           | 4.595.319      | 40,11%                |
| 1980 | 282               | 147           | 4.855.425      | 44,40%                |
| 1984 | 282               | 40            | 3.516.486      | 28,02%                |
| 1988 | 294               | 83            | 4.205.072      | 31,92%                |
| 1993 | 295               | 177           | 5.598.775      | 41,24%                |
| 1997 | 301               | 155           | 4.994.377      | 38,46%                |
| 2000 | 301               | 172           | 5.251.961      | 40,85%                |
| 2004 | 308               | 135           | 4.951.107      | 36,73%                |
| 2006 | 308               | 103           | 4.477.217      | 30,09%                |
| 2008 | 307               | 77            | 3.633.185      | 26,26%                |
| 2011 | 308               | 34            | 2.783.175      | 18,91%                |
| 2015 | 338               | 184           | 6.928.055      | 39,47%                |
| 2019 | 338               | 157           | 6.018.728      | 33,12%                |
| 2021 | 338               | 160           | 5.556.629      | 32,62%                |
| 2025 | 343               |               |                |                       |